# صموئيل إي. كوك
صموئيل إي. كوك (بالإنجليزية: Samuel E. Cook)‏ هو قاضي ومحامي وسياسي أمريكي، ولد في 30 سبتمبر 1860 في الولايات المتحدة، وتوفي في 22 فبراير 1946. حزبياً، نشط في الحزب الديمقراطي. انتخب عضو مجلس النواب الأمريكي.